# Givry-lès-Loisy
Givry-lès-Loisy är en kommun i departementet Marne i regionen Grand Est (tidigare regionen Champagne-Ardenne) i nordöstra Frankrike. Kommunen ligger i kantonen Vertus som tillhör arrondissementet Châlons-en-Champagne. År 2022 hade Givry-lès-Loisy 73 invånare.

## Befolkningsutveckling
Antalet invånare i kommunen Givry-lès-Loisy
| Referens: INSEE |